# هلدر پوستیگا
هلدر پوستیگا (زادهٔ ۲ اوت ۱۹۸۲) بازیکن فوتبال اهل کشور پرتغال است.
وی برای تیم ملی پرتغال ۵۳ بازی انجام داده و ۲۰ گل به ثمر رسانده‌است. پست تخصصی این بازیکن نیز، مهاجم است.